# Тосюсай Сяраку
Тосюсай Сяраку (яп. 東洲斎 写楽) — художник-портретист эпохи Эдо, мастер гравюр укиё-э. Вероятно, жил между 1763 и 1820 годами. Первая его работа была представлена весной 1794 года, а после Нового года 1795 он бесследно исчез.
Большинство его работ принадлежат жанру якуся-э (портреты актёров театра кабуки). Характерная черта его работ — динамизм и гротеск. Исследовали долго пытались установить личность Тосюсая: есть предположения, что, на самом деле, он был поэтом, актёром театра или даже мастером укиё-э Хокусаем.

## Работы
Тосюсай Сяраку оставил после себя более 140 работ: большинство из них — портреты актёров театра кабуки, на втором месте по количеству — портреты борцов сумо. Его работы были представлены в размерах айбан (32×22,5 см), хособан (39×17 см) и обан (58×32 см). Все его картины разделены на 4 периода, определяемых по стилю. Работы первых двух подписаны именем «Тосюсай Сяраку», а работы двух последних — просто «Сяраку». После первого периода Сяраку перешел от погрудных портретов к изображению людей в полный рост, а также уменьшил размер самих гравюр.

### Первый период
В первый период включены 28 гравюр. На них изображены актёры из трех театров кабуки: Мияко-дза, Кири-дза, Каварадзаки-дза. Сохранились разные варианты этих гравюр, из чего можно сделать вывод, что они несколько раз перегравировывались и пользовались хорошим спросом.

Тосюсай Сяраку получил известность в основном за работы именно первого периода. 

Гравюры первого периода
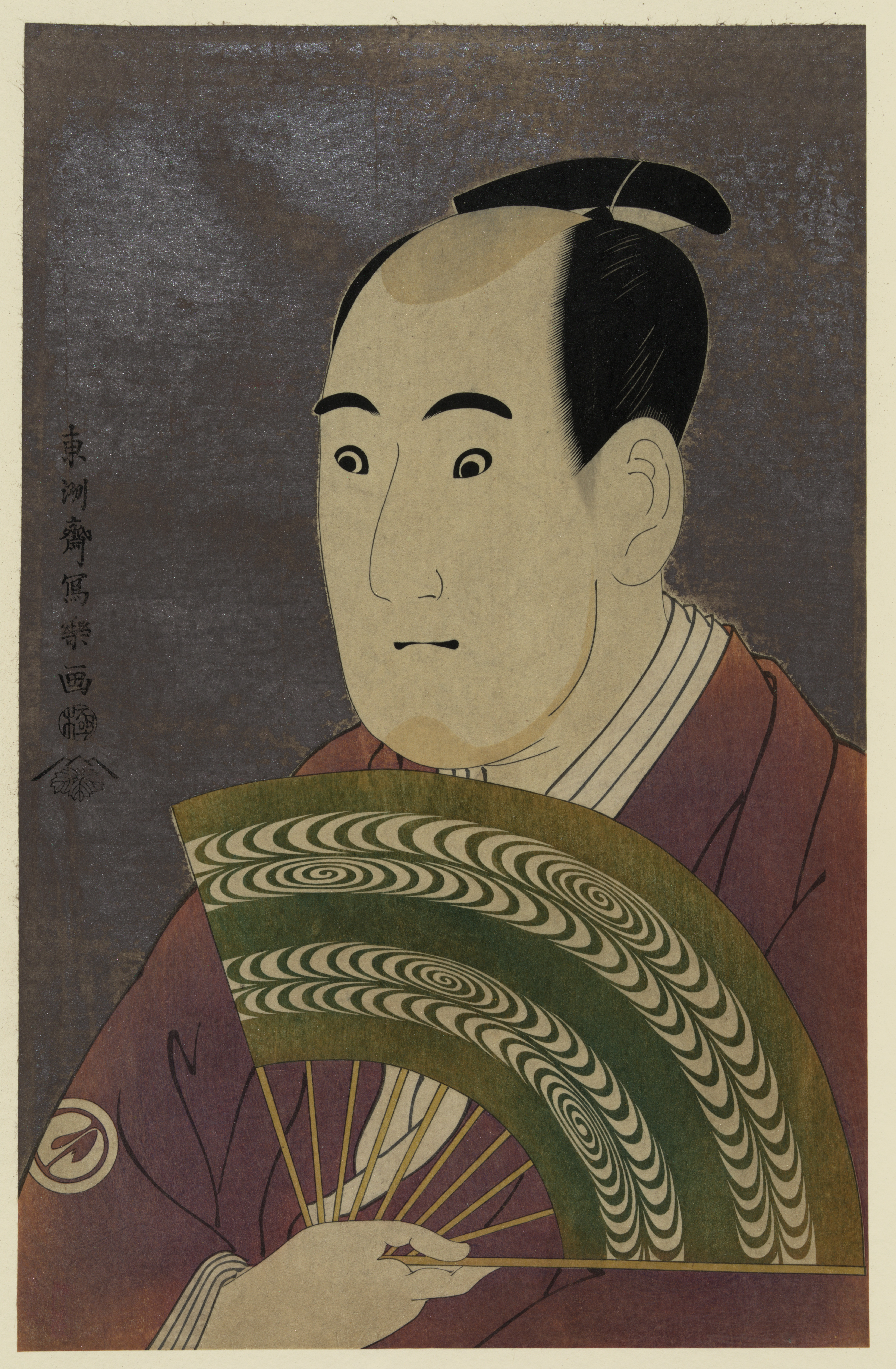
Савамура Содзиро III в роли Огиси Курандо
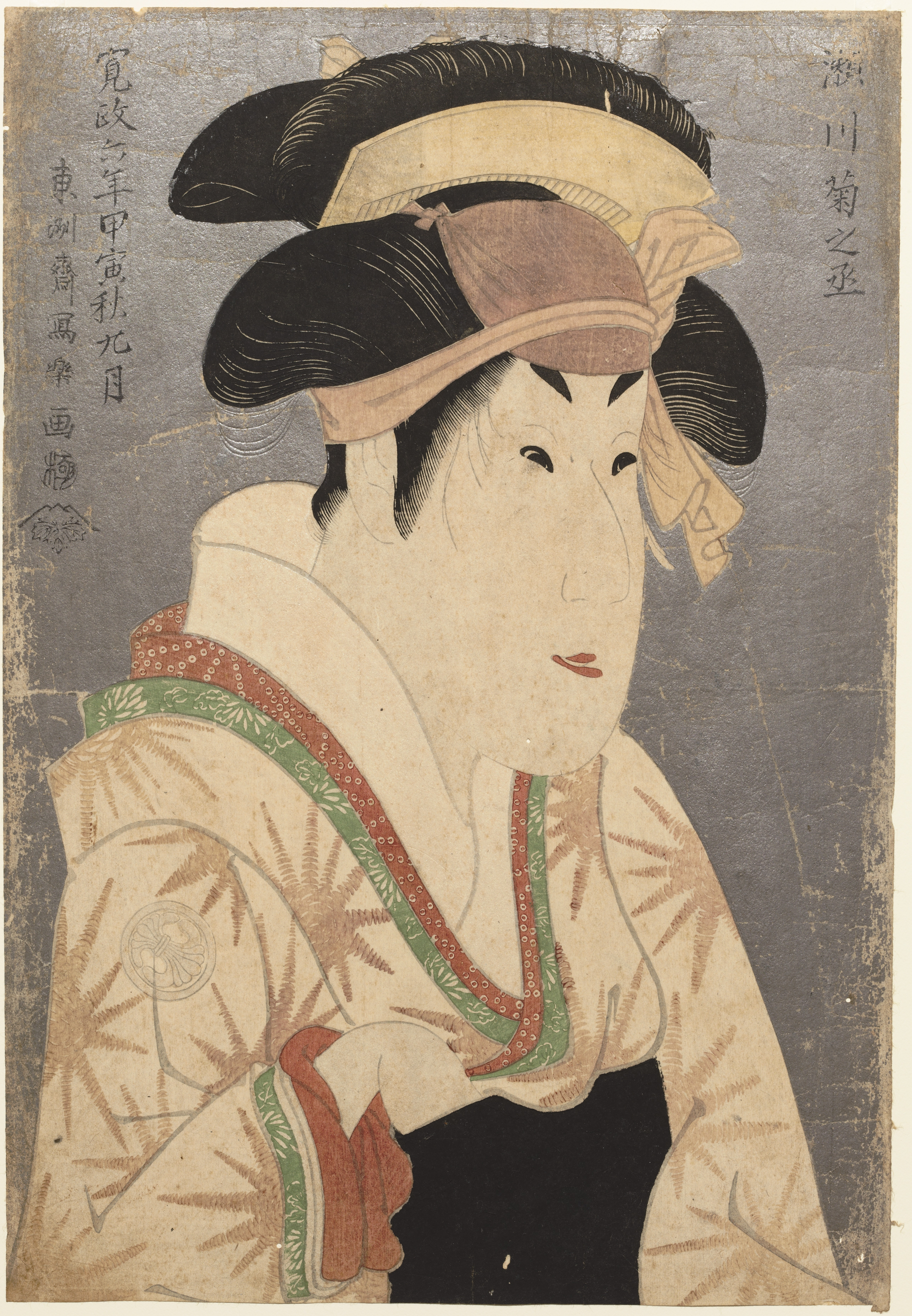
Сэгава Кикудзюро III в роли Осидзу, жены Танабэ
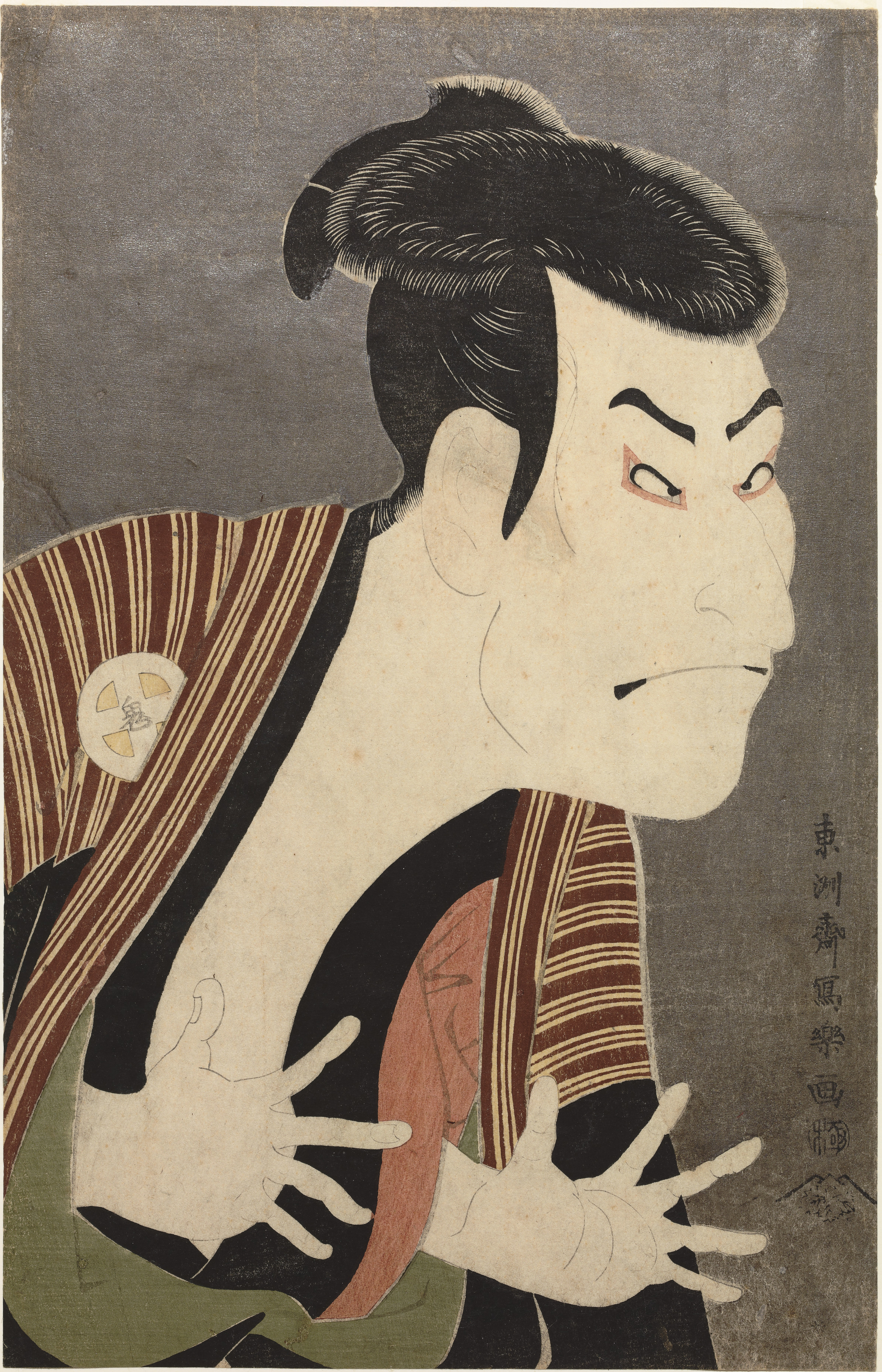
Отани Онидзи III в роли Якко Эдохэя
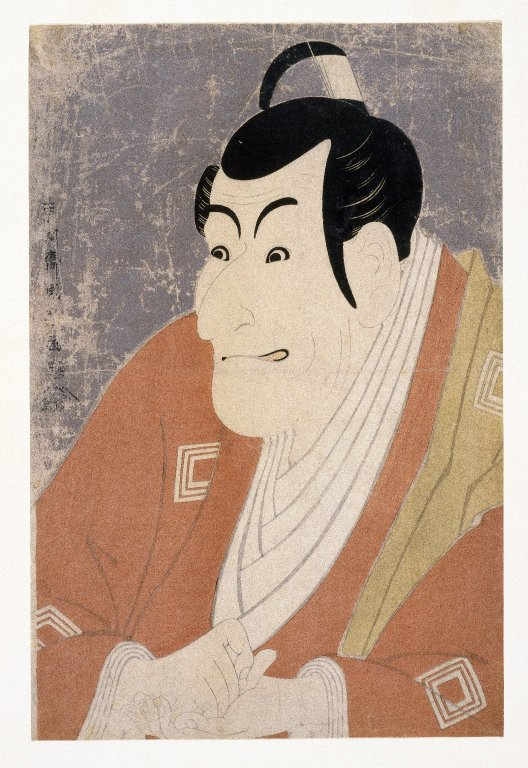
Исикава Эбидзо IV в роли Такэмуры Саданосина

### Второй период
Во второй период включены 8 гравюр размера обан и 30 размера хособан. На всех гравюрах обан, кроме одной, на которой изображены два актёра. Все работы размера хособан, кроме двух, — это портреты одного актёра на желтоватом фоне. Исключение: 2 картины на сером фоне.

Гравюры второго периода
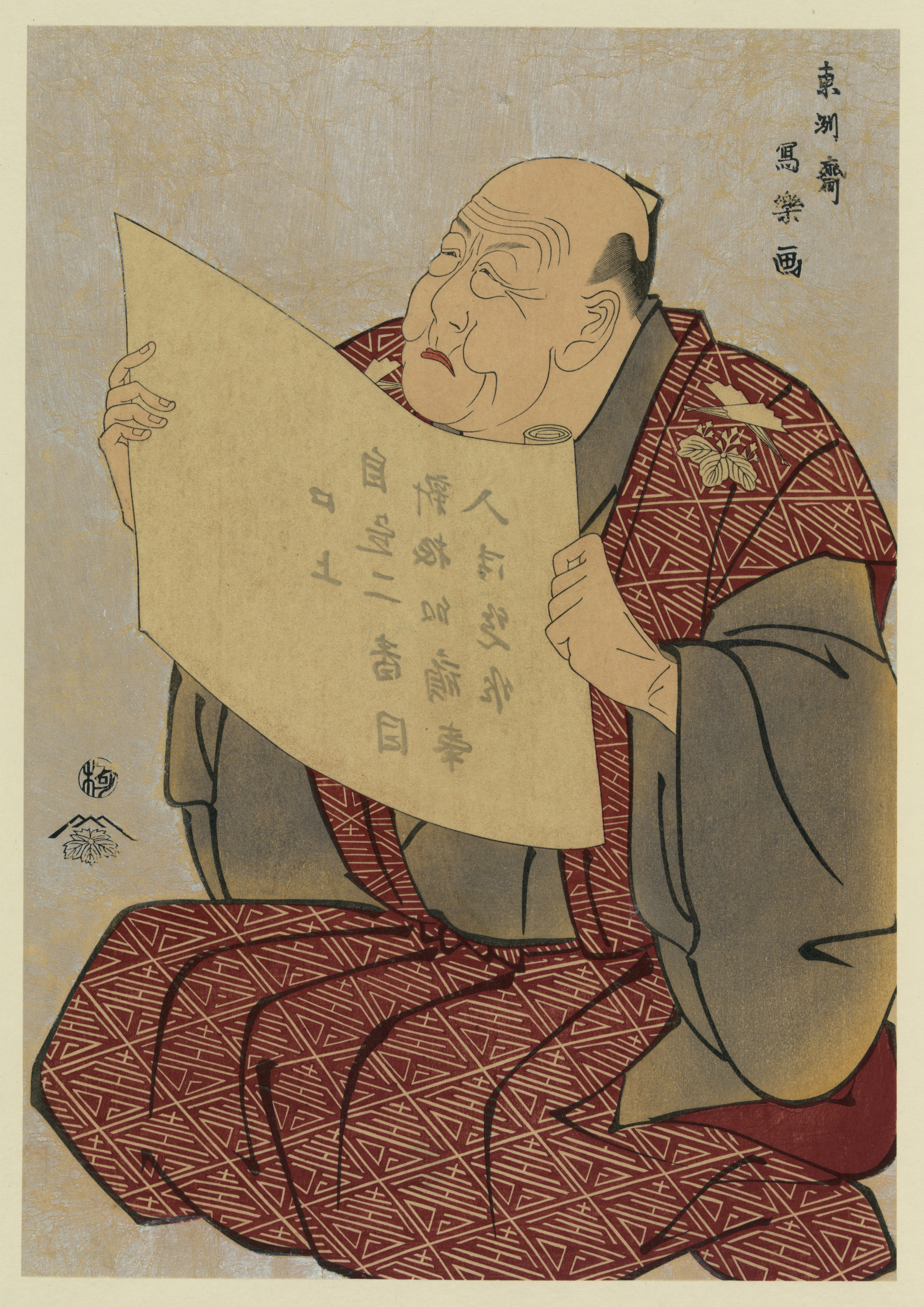
Синодзуока Ураэмон в виде чтеца в театре Мияко-дза
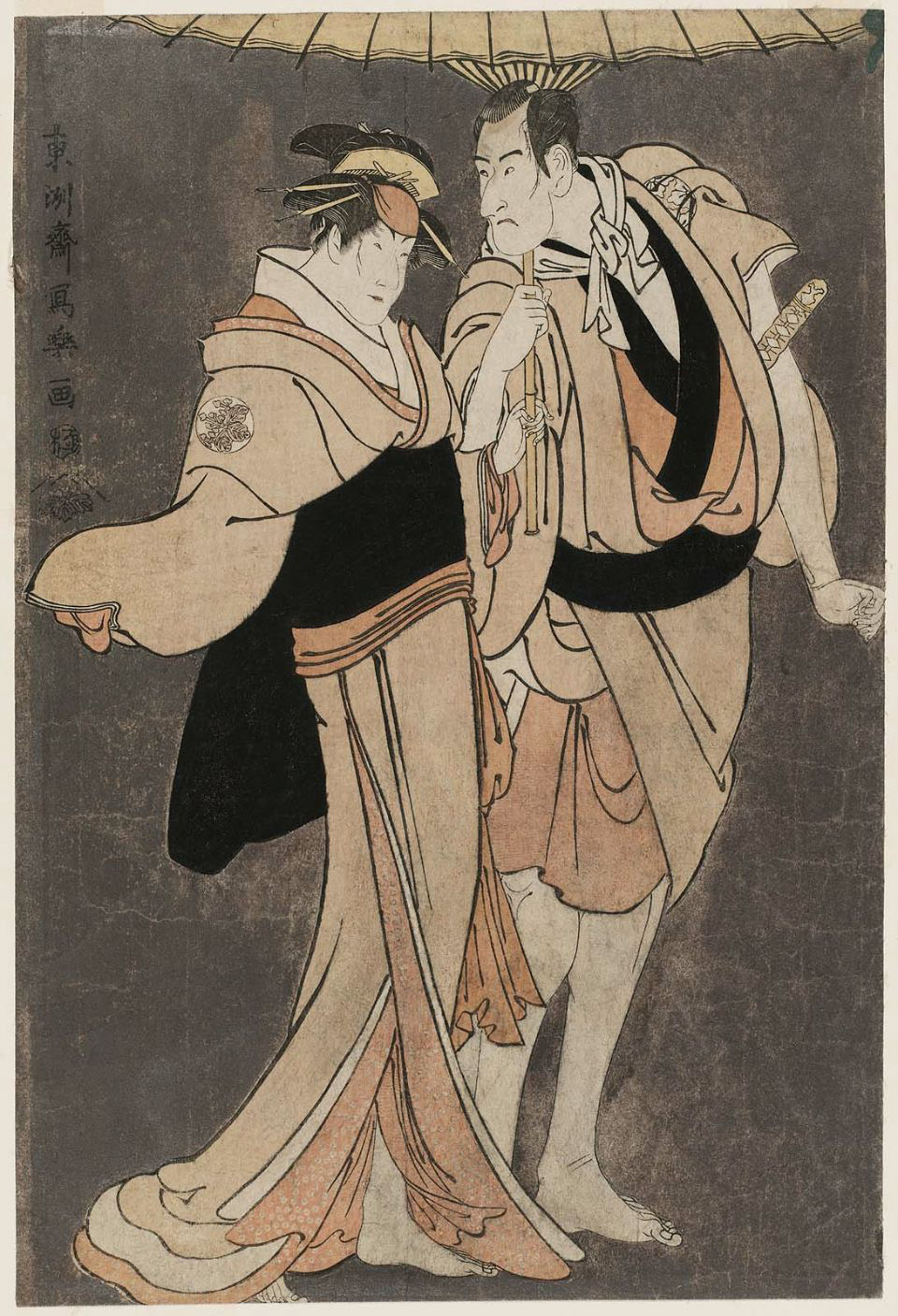
Итикава Комадзо III в роли Камеи Тюбея и Накаяма Томисабуро в роли Умэгавы
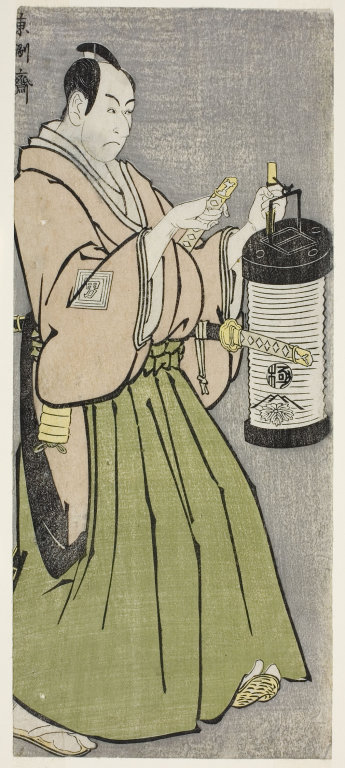
Итикава Омедзо I в роли Томиты Хётаро
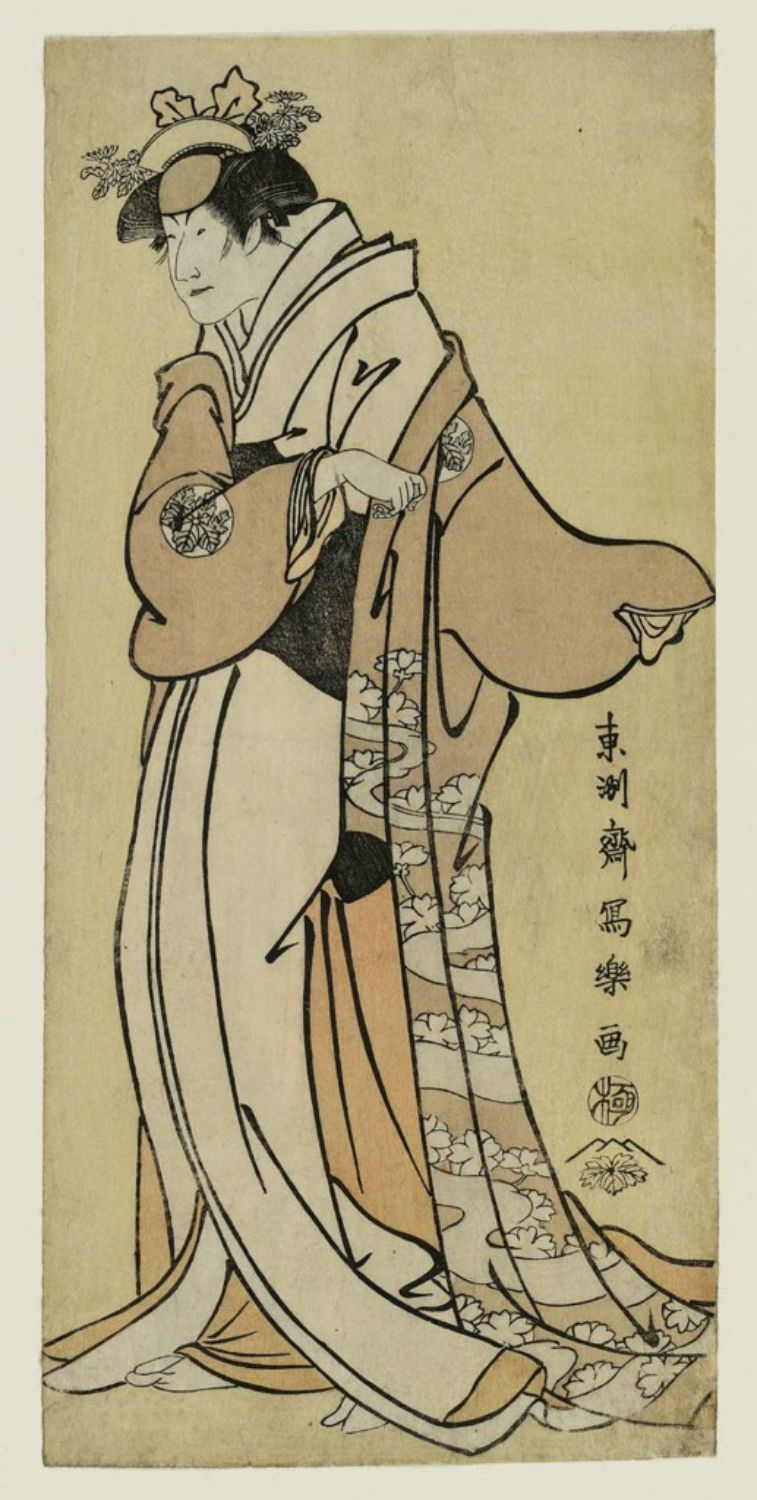
Накаяма Томисабуро в роли Цукубы Годзена
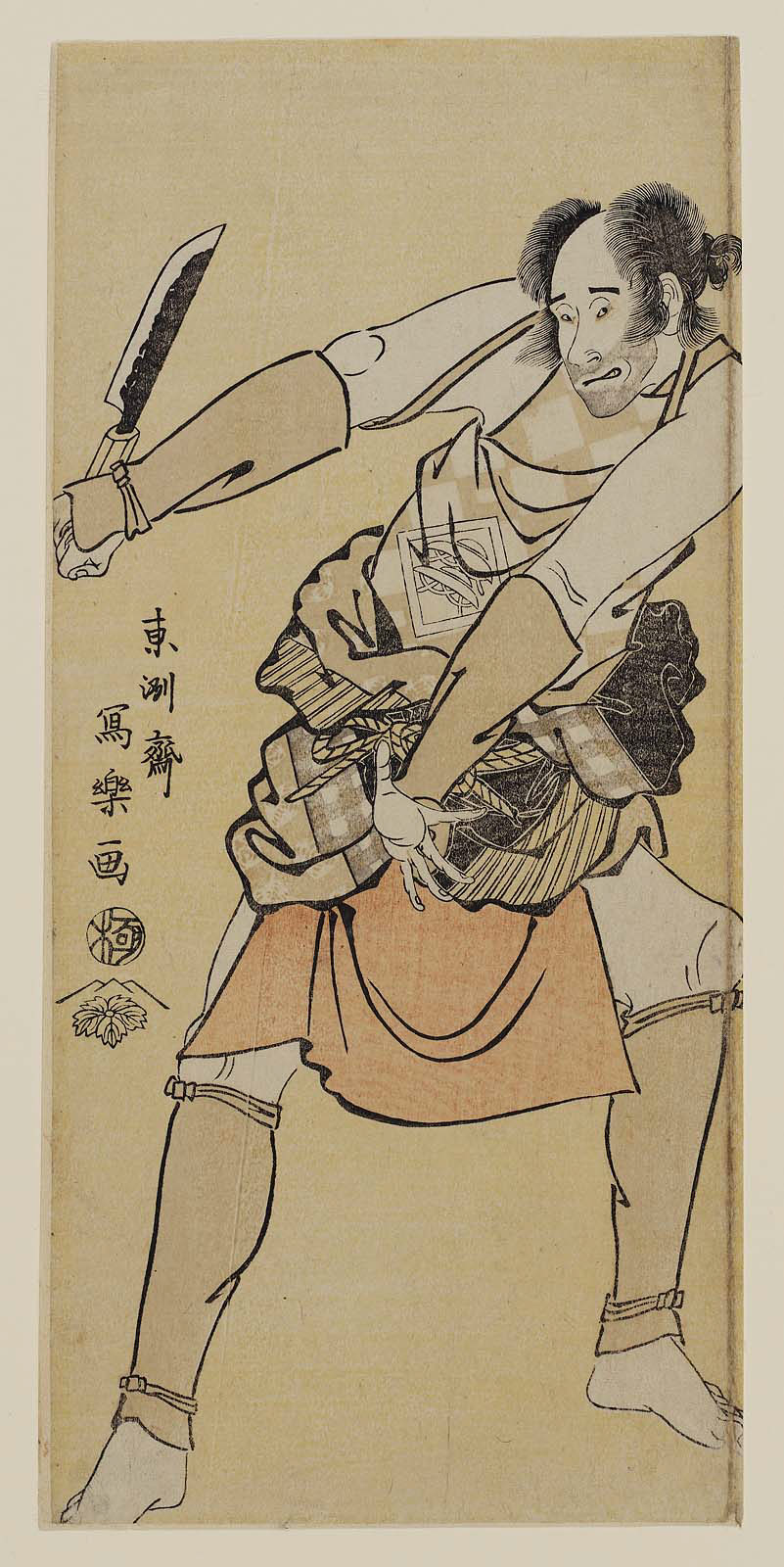
Накадзима Кандзо в роли Нэготы-но Тёдзо

### Третий период
В третий период входит 47 хособан, 13 айбан и 4 обан. Существенное отличие от предыдущих периодов — наличие проработанного заднего фона. В работах хособан мы можем увидеть, например, деревья или ринг сумо, которые в некоторой степени смещают фокус зрителя с изображенного на картине человека.
Работы айбан по стилю походили на работы предыдущих периодов. На них в основном фокус был на верхней части тела и выражении лица человека. Задний фон был пустым, желтоватого цвета.

Гравюры третьего периода
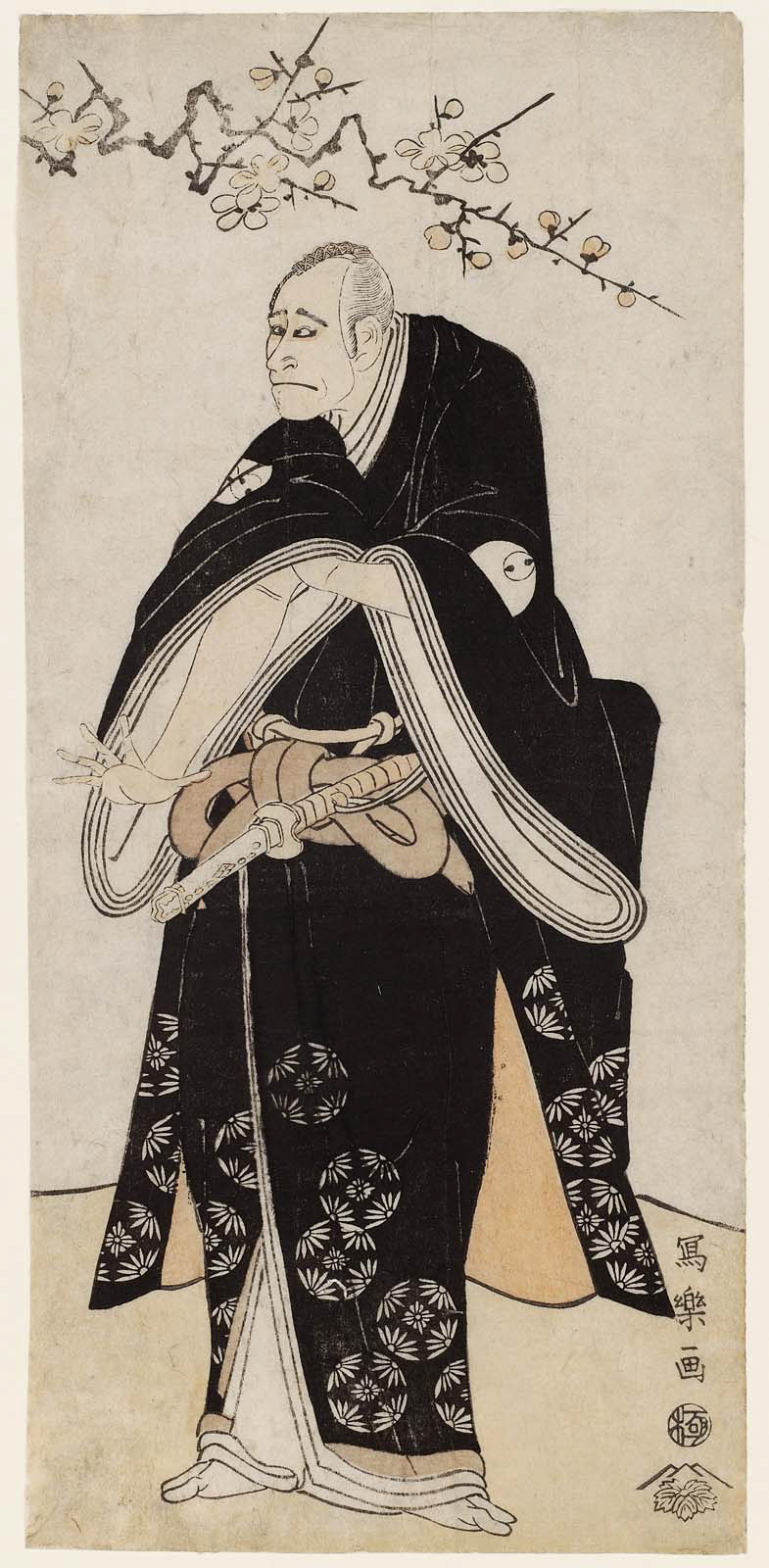
Араси Рюдзо II в роли Отомо Ямануси
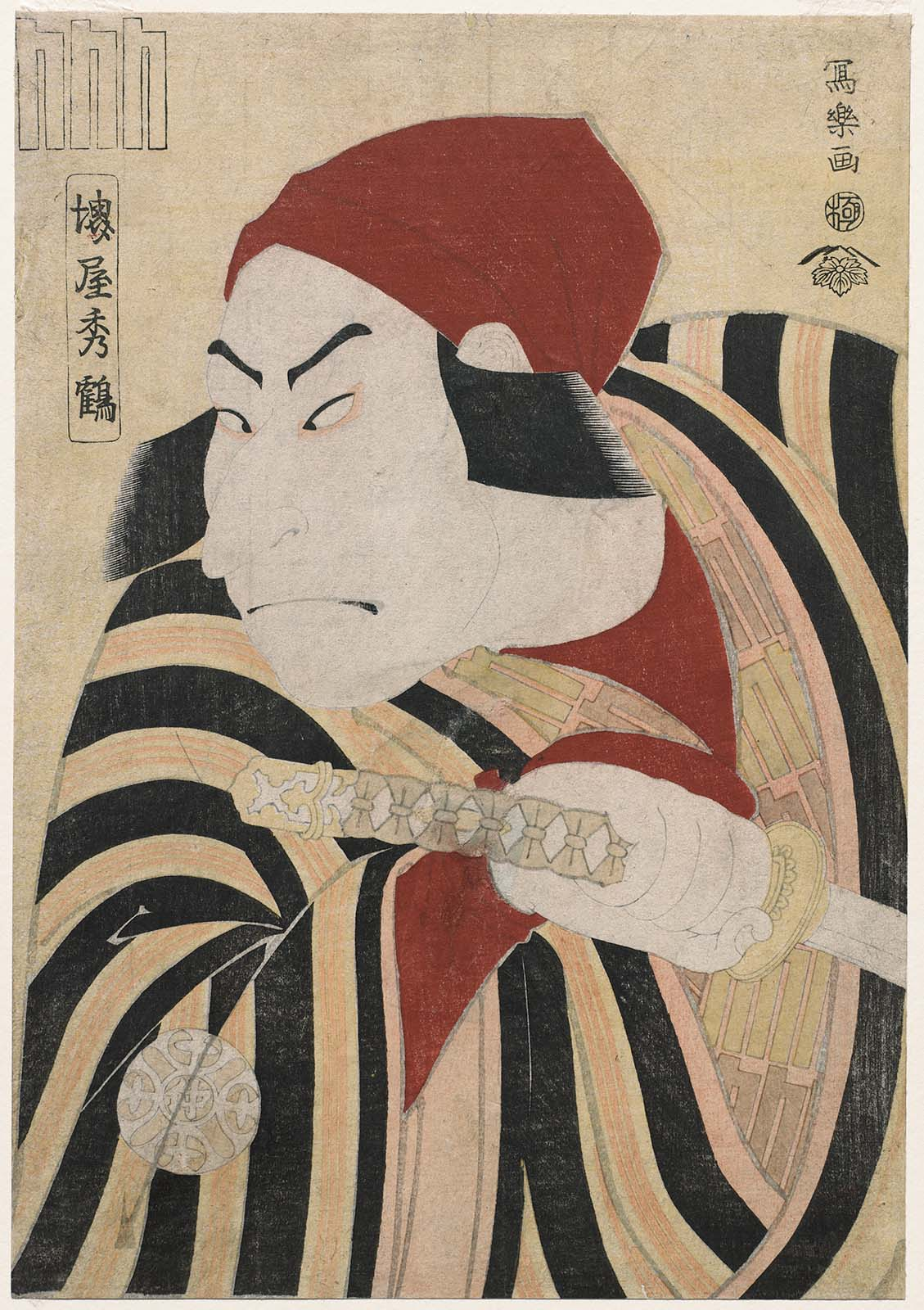
Накамура Накадзо II в роли крестьянина Цутидзо, который на самом деле был принцем Корэтакой
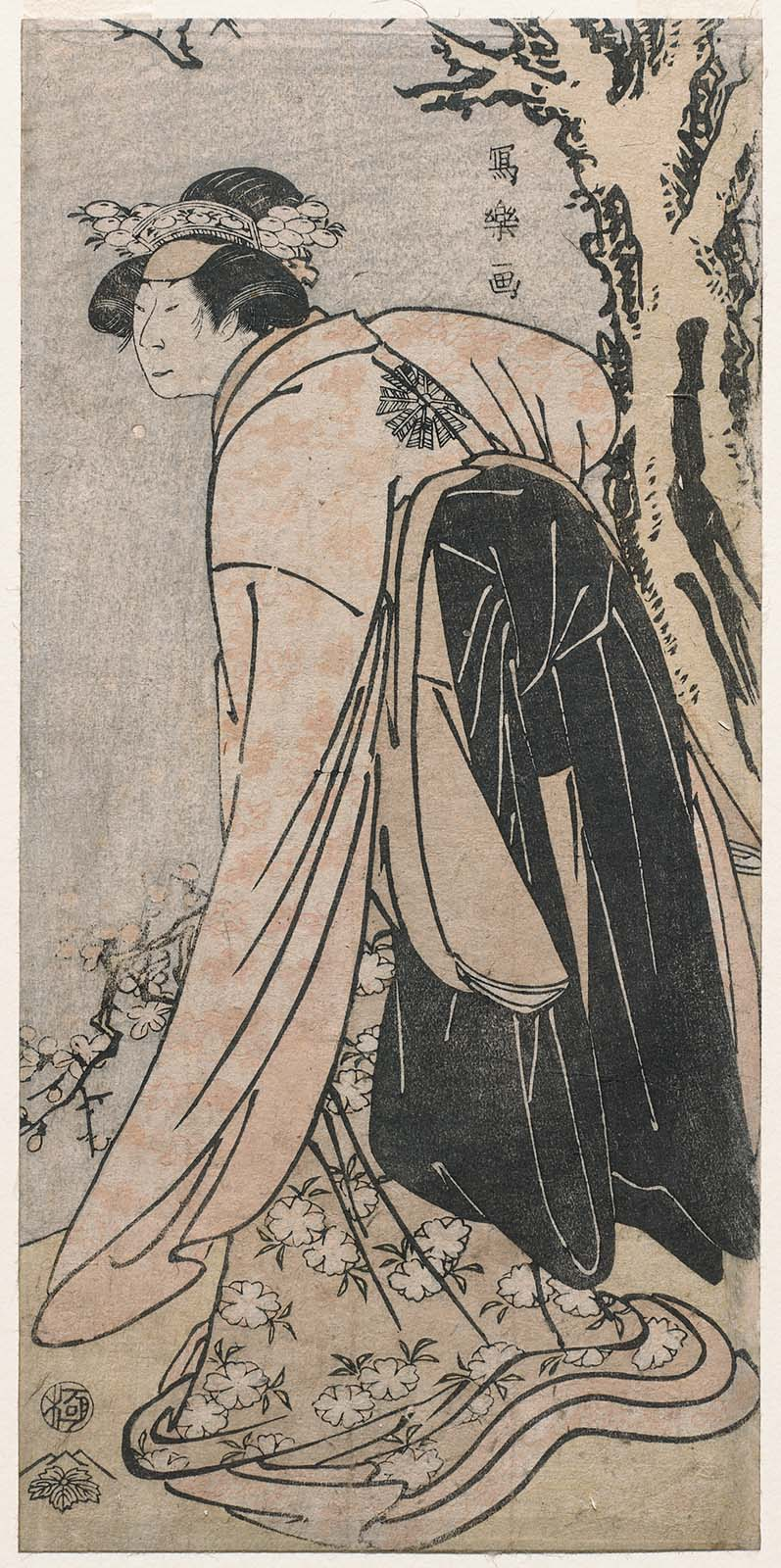
Накамура Носиро II в роли Коноханы, дочери Ки-но Цураюки
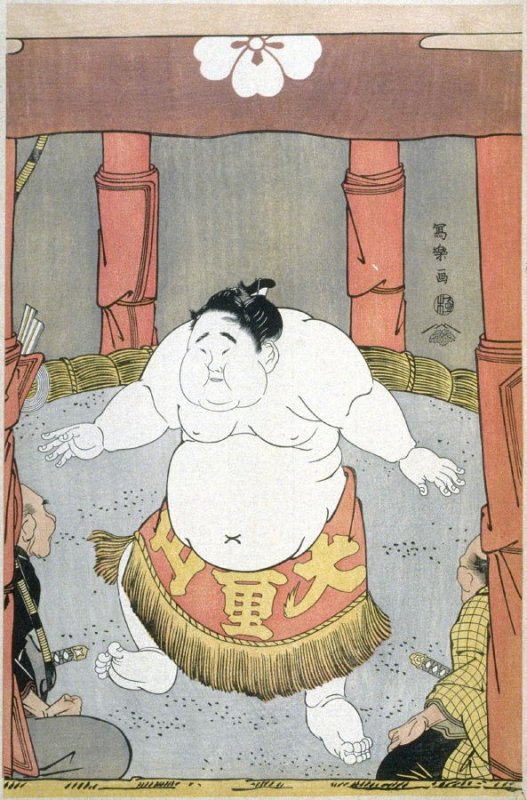
Дайдодзан Бунгоро входит на ринг сумо

### Четвёртый период
В четвёртый период вошли 10 картин хособан и 5 картин айбан. На 10 из них изображены актёры из Кири-дза и Мияко-дза; на двух — воины муся-э; на одной — борец сумо; и ещё на одной — бог удачи Эбису. 

Гравюры четвёртого периода
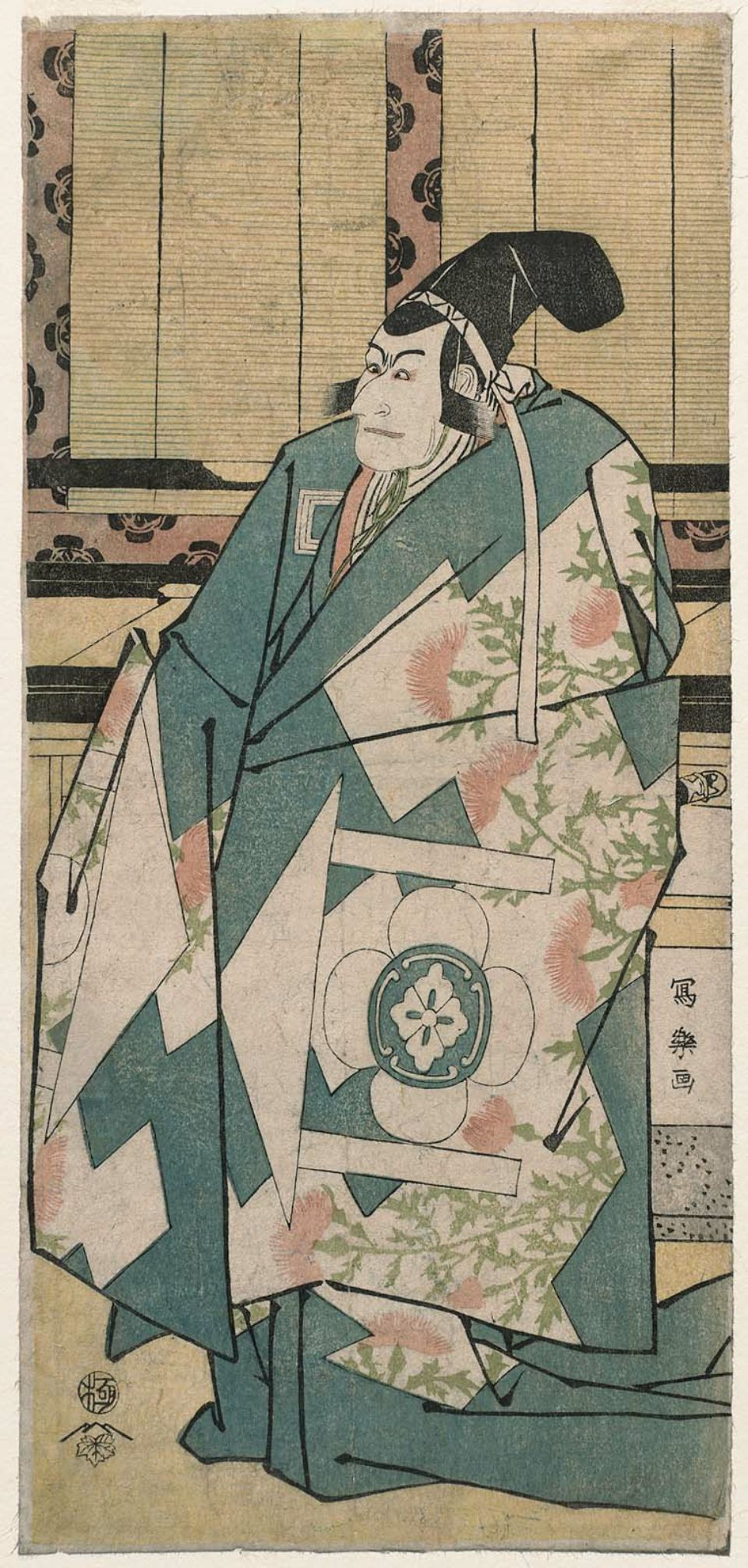
Итикава Эбидзо в роли Кудо Саэмона Сукэтуснэ
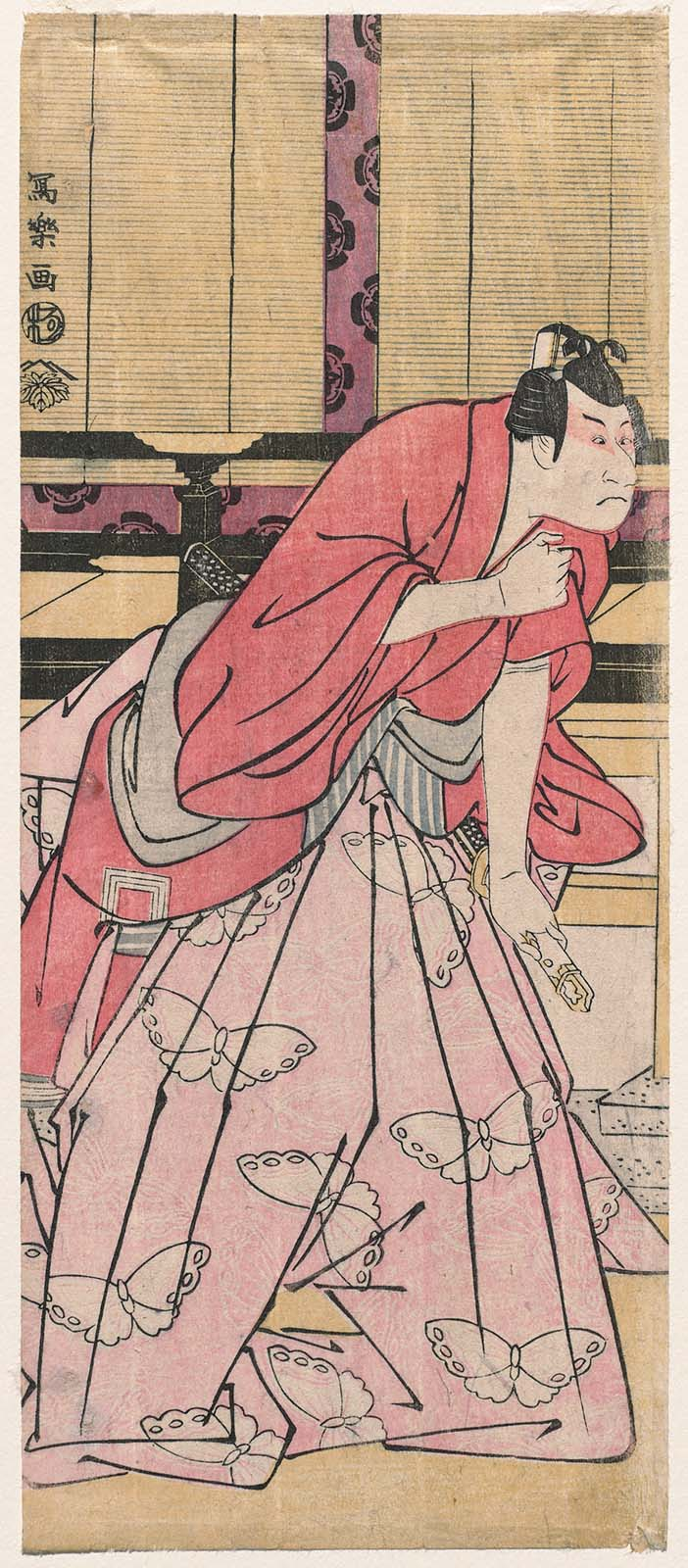
Итикава Дандзюро VI в роли Сога-но Горо Токимунэ
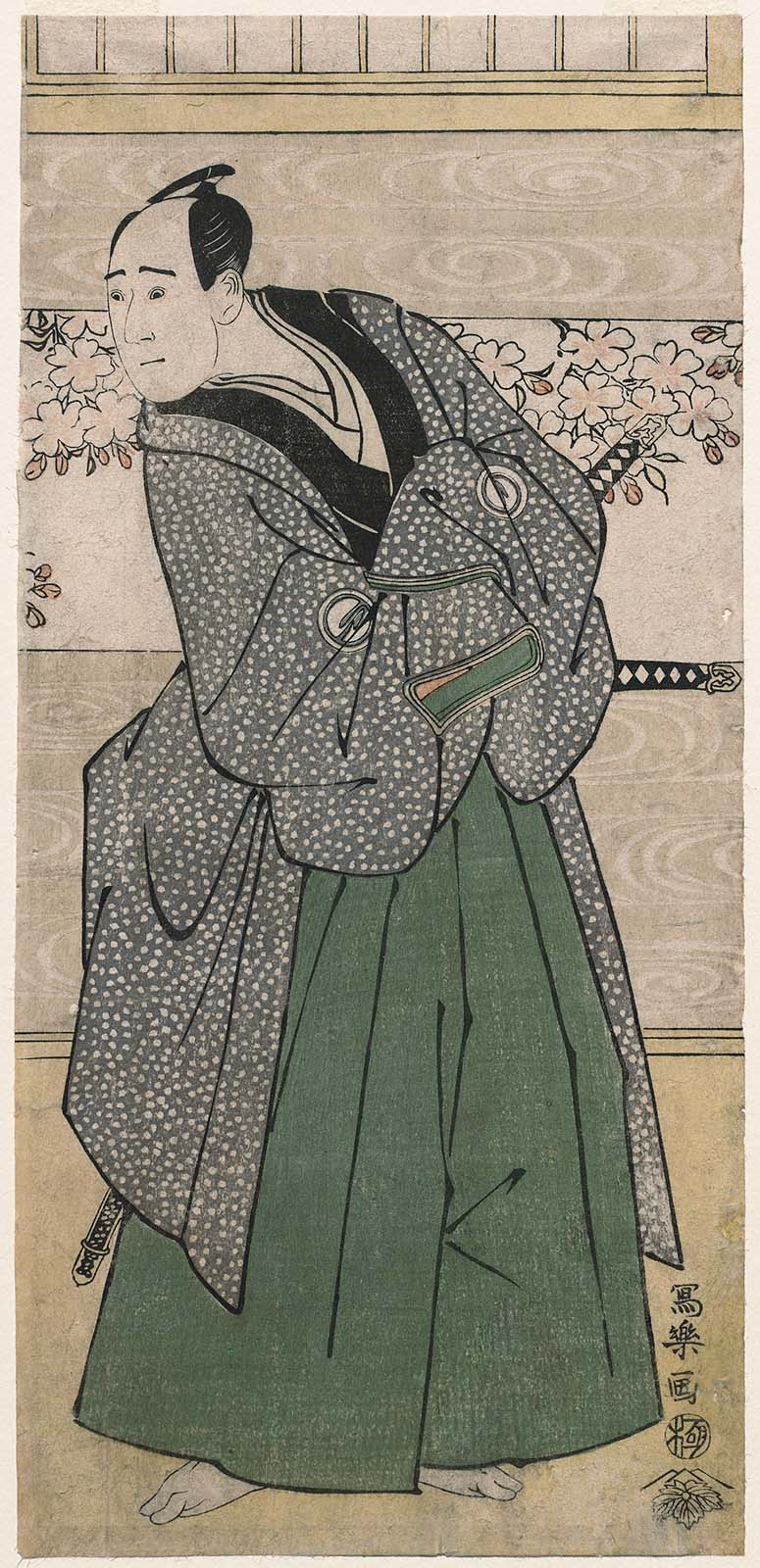
Савамура Содзиро III в роли Суцумы Гэнгобэя
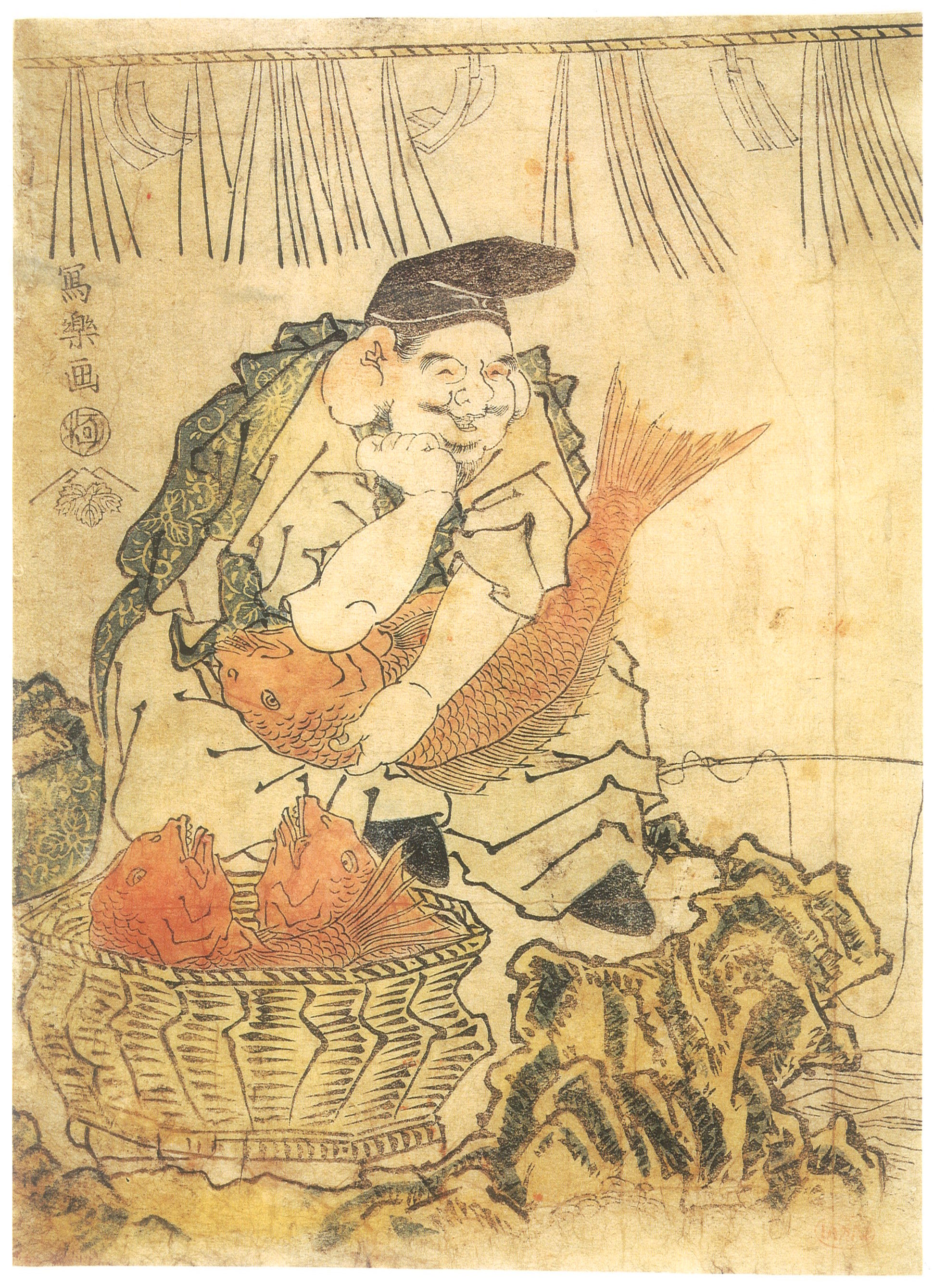
Эбису

## Стиль
Динамизм и гротеск — основная черта портретов Сяраку. Также он подчеркивал личные характерные черты, включая недостатки во внешности людей: большие носы, морщины, что было несвойственно жанру укиё-э.
Основной фокус был направлен на выражение лица. Именно с помощью выражения лица и динамики Сяраку передавал характер актёров, их манеру игры.
Большинство художников укиё-э получали опыт, работая в художественных школах, таких как Тории и Утагава. Сяраку, по всей видимости, не принадлежал к какой-либо школе, из-за чего ему было трудно получать заказы и выступать на художественном рынке независимо, рядом с хорошо встроенными в систему производства художественной продукции группами. Несмотря на отсутствие сведений о предыдущем опыте Сяраку, его техника была профессиональной.

## Личность
Популярность работ Тосюсая Сяраку подогревала интерес к его личности, и многие исследователи пытались установить, кем же он был на самом деле. Было предложено более 50 теорий, но ни одна из них так и не нашла широкой поддержки.
Имя Сяраку встречалось в письменных источниках 18 века, но нет никаких сведений, связаны ли эти упоминания с художником.
Также были найдены календари, подписанные именем «Сяракусай». Нельзя точно сказать, был ли Сяраку их автором, так как стиль существенно отличается.
Согласно ещё одной теории, Сяраку был актёром театра но и жил в провинции Ава (современная Токусима). Такой вывод был сделан, так как лица на портретах Сюраку зачастую напоминали маски театра но.

В 1968 году Тэцудзи Юра предположил, что Сяраку на самом деле был Хокусаем. Творческая активность Сяраку как раз пришлась на тот период, когда Хокусай написал сравнительно немного гравюр. Более того, как раз перед дебютом Тосюсая Сяраку, Хокусай создал более 100 портретов актёров. Хокусаю было свойственно менять свои имена, поэтому не исключено, что он решил отделить портреты актёров от других своих работ, и взял новый псевдоним. 

## Оценка деятельности

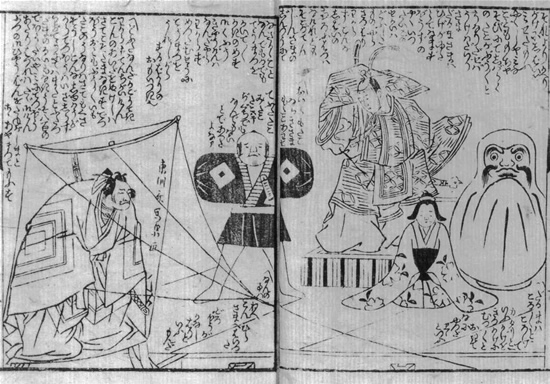
Итикава Эбидзо IV на воздушном змее (Сотодзан Тэнарай Ходзо, 1796 г.)

В эпоху Эдо работы Сяраку получили преимущественно негативные оценки. Наибольшей популярностью пользовались портреты первого периода. Большинство работ поздних периодов сохранились только в единичном экземпляре. Современники подчеркивали вульгарность и несоответствие общепринятым идеям работ Сяраку.
В Европе картины Тосюсая Сяраку были популярны среди коллекционеров, но практически не упоминались в литературе и прессе до появления книги «Сяраку» немецкого коллекционера Юлиуса Курта. Курт поставил Сяраку в один ряд с Рембрандтом и заявил, что художник на самом деле являлся актёром театра но — Сайто Дзюробэйем. Книга способствовала возникновению интереса к работам Сяраку во всем мире, что привело к изменению отношения к его творчеству: он был признан одним из величайших мастеров укиё-э.
В настоящий момент известно о существовании более 600 оттисков работ Сяраку, при этом только 100 из них находятся в Японии. Из-за того, что гравюры находятся в разных коллекциях по всему миру, исследователям требуется больше времени на подробное изучение всех работ Сяраку.